# Josef Gumpold
Josef "Sepp" Gumpold (* 3. September 1908 in Jenbach; † 5. Dezember 1942 in Russland) war ein österreichischer und deutscher Schwimmer und nordischer Wintersportler. Er betrieb alle drei nordischen Disziplinen, zeigte sich aber vor allem im Skispringen und der Nordischen Kombination erfolgreich.

## Werdegang
Gumpold wuchs im Gasteinertal auf und befasste sich früh mit allen damals bekannten Arten des Wintersports. Er arbeitete in seinem Heimatort als Maler und Anstreicher, erhielt aber nach seinem Umzug nach Innsbruck eine Anstellung im renommierten Sportfachgeschäft Sport-Hummel in der Maria-Theresien-Straße. Auf Vereinsebene startete er erst für den Skiclub Badgastein und nach seinem Wechsel in den Tiroler Landesskiverband für den Skiklub Innsbruck. Gumpold gehörte damit zu einer Reihe von bekannten und erfolgreichen Wintersportlern aus dem Land Salzburg, die sich bedingt durch die damals ungenügende Förderung des Salzburger Landesskiverbandes von den geographisch benachbarten Landesskiverbänden Tirols und Kärntens abwerben ließen.
Gumpold trat zum 1. März 1933 der SA und zum 1. April 1933 der NSDAP bei (Mitgliedsnummer 1.604.682). 1934 war er vom ÖSV für die Nordische Skiweltmeisterschaften in Sollefteå nominiert worden. Nach seiner, wegen illegaler politischer Betätigung für die Nationalsozialisten in Österreich, erfolgten Verhaftung im Februar 1934 wurde er vom Verband jedoch für Sportwettbewerbe national und international gesperrt. Als Folge dessen verließ er Österreich, nahm 1935 die deutsche Staatsbürgerschaft an und wurde in Garmisch-Partenkirchen ansässig. Als Mitglied des Skiclubs Partenkirchen nahm er 1936 für den Deutschen Skiverband an den Olympischen Winterspielen in seiner neuen Heimatgemeinde teil.
Am 6. Dezember 1942 fiel der im Rang eines Gefreiten stehende Gumpold während eines Einsatzes als Gruppenführer eines Skikommandos in Russland.
Sein Bruder Karl war ebenfalls als nordischer Skisportler aktiv und nahm 1933 an den Nordischen Skiweltmeisterschaften in Innsbruck teil.

## Erfolge
Zu seinen größten Erfolgen zählt der sechste Platz beim Sprunglauf auf der Bergiselschanze bei den Nordischen Skiweltmeisterschaften 1933 in Innsbruck. Damit zählt er als erster Nordischer Sportler des Landes Salzburg der eine Top-6-Platzierung bei den Nordischen Skiweltmeisterschaften erreichte.
Bei den Olympischen Winterspielen in Garmisch-Partenkirchen 1936, bei denen er nach seinem Nationenwechsel für das Deutsche Reich startete, belegte er den 13. Rang in der Nordischen Kombination.

## Film
Als Skifahrer doubelte Josef Gumpold in dem 1931 gedrehten Film "Der weiße Rausch" die Schauspielerin Leni Riefenstahl.

## Trivia
1936 wurde die neu errichtete damalige K70-Normalschanze in Murau nach ihm benannt.
In seiner Heimatgemeinde Bad Gastein widmete der dortige Ski-Club Josef Gumpold und weiteren Böcksteiner Skipionieren wie Peter Müller, Karl Seer und Viktor Eichmann ein 2,5 Meter hohes Kreuz, das um 1950 von Hermann Leitner geschnitzt, südlich der Bergstation des Graukogelliftes auf einer alten Zirbe angebracht wurde. Heute ist dieses Kreuz dem Gedenken aller Berg- und Skikameraden des Skiclubs gewidmet.
Auf dem Soldatenfriedhof in Böckstein findet sich noch heute ein Metallkreuz als Erinnerung an Josef Gumpold.

## Erfolge

### Olympische Winterspiele
| Olympische Winterspiele     | Wettbewerb     | Wettbewerb     | Wettbewerb        | Wettbewerb  | Wettbewerb  |
| Olympische Winterspiele     | Langlauf 18 km | Langlauf 50 km | Staffel 4 × 10 km | Skispringen | Nord. Komb. |
| --------------------------- | -------------- | -------------- | ----------------- | ----------- | ----------- |
| 1936 Garmisch-Partenkirchen | -              | -              | -                 | -           | 13.         |

### Nordische Skiweltmeisterschaften
| Nordische Skiweltmeisterschaften | Wettbewerb     | Wettbewerb     | Wettbewerb        | Wettbewerb  | Wettbewerb  |
| Nordische Skiweltmeisterschaften | Langlauf 18 km | Langlauf 50 km | Staffel 4 × 10 km | Skispringen | Nord. Komb. |
| -------------------------------- | -------------- | -------------- | ----------------- | ----------- | ----------- |
| 1931 Oberhof                     | -              | -              | -                 | 24.         | -           |
| 1933 Innsbruck                   | 63.            | -              | -                 | 6.          | 17.         |
| 1934 Sollefteå                   | DNS            | -              | DNS               | -           | DNS         |
| 1936 Garmisch-Partenkirchen      | -              | -              | -                 | -           | 13.         |

### Schanzenrekorde
| Ort       | Land       | Weite         | aufgestellt am   | Rekord bis       |
| --------- | ---------- | ------------- | ---------------- | ---------------- |
| Innsbruck | Österreich | 70,5 m (K-70) | 12. Februar 1933 | 13. Februar 1933 |